# Galleria Borbonica

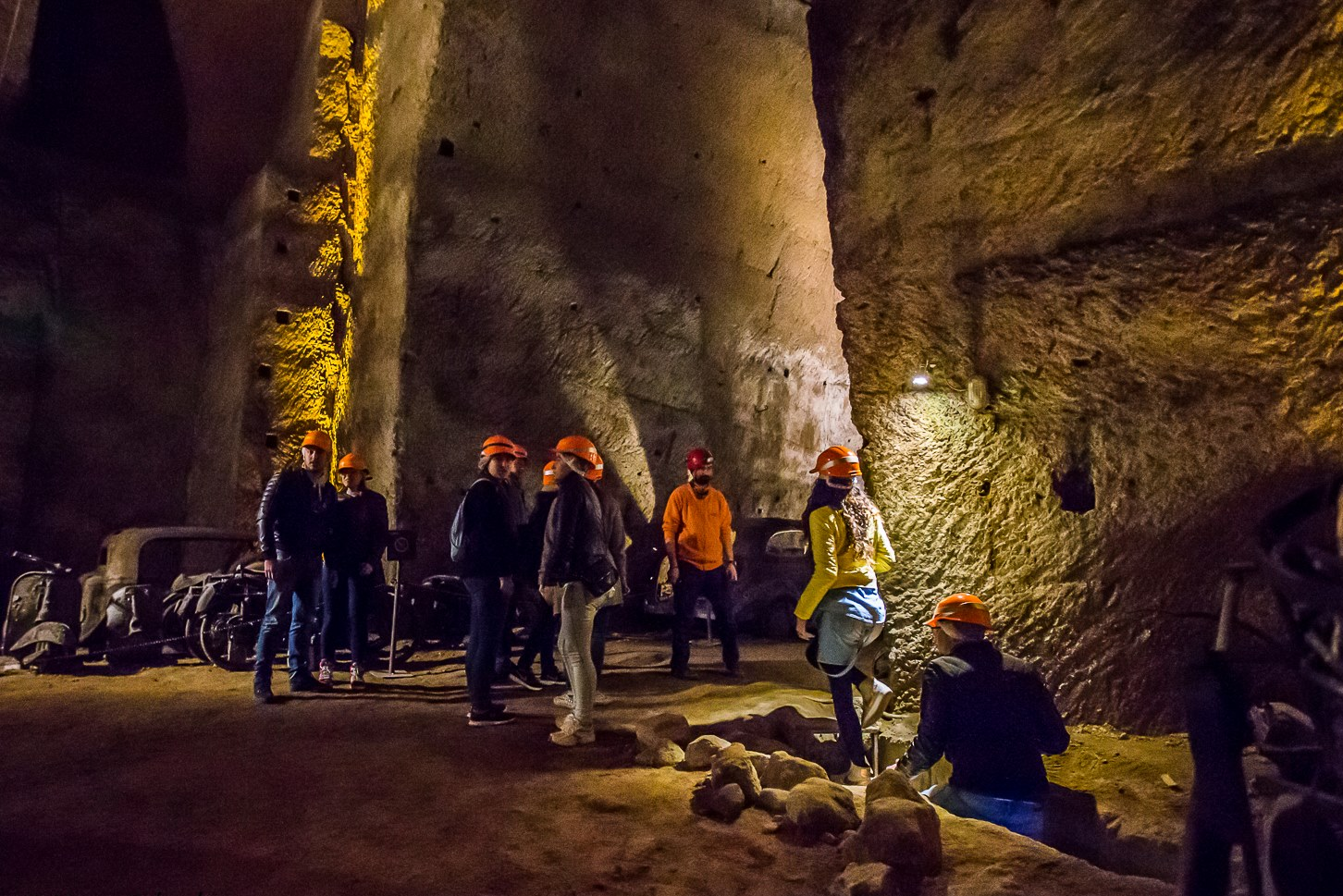
Galleria Borbonica in Napels

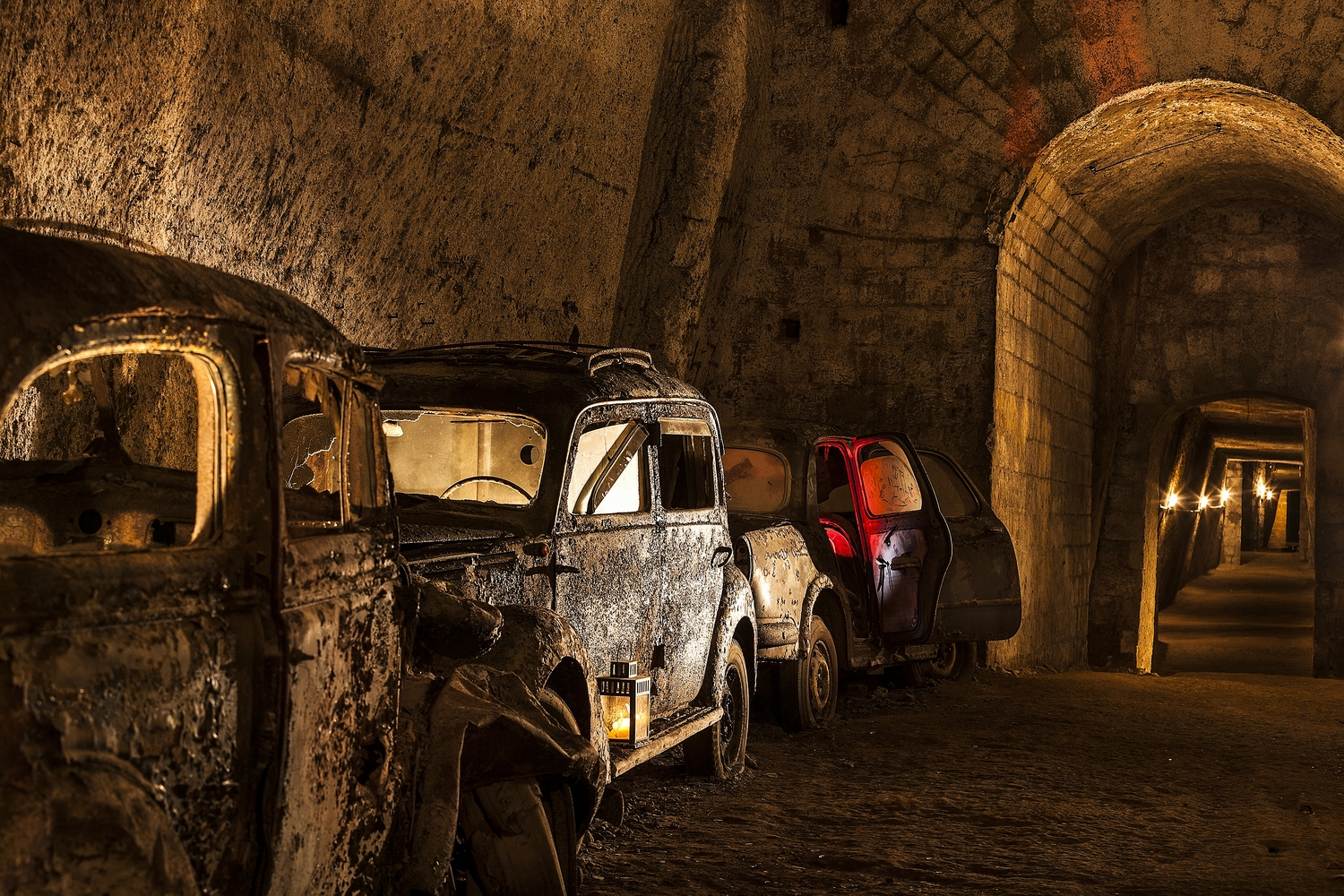
Geconfisqueerde voertuigen

De Galleria Borbonica (1853-1859) of Galerij van het Huis Bourbon is een onderaardse tunnel in de stad Napels, hoofdstad van de Italiaanse regio Campania. De Galleria loopt door de berg Pizzofalcone. Er is een ingang aan de westzijde en niet aan de oostzijde en daarom gaat het, strikt genomen, niet om een tunnel maar om een ondergrondse galerij.

## Historiek
In 1853 vaardigde koning Ferdinand II der Beide Siciliën een decreet uit waarbij de berg Pizzofalcone moest doorboord worden met twee tunnels. Een voor elke rijrichting. De ene tunnel zou de naam krijgen Strada Regia (of Koninklijke Baan) en de andere Strada Regina (Koninginnebaan). De reden was een snelle verbinding te krijgen tussen het Koninklijk Paleis en de kazernes aan de andere zijde van de berg, en dit in de twee rijrichtingen. Ferdinand II was bezorgd dat bij een opstand de koninklijke familie en de garnizoenen zich te ver van elkaar zouden bevinden. De werken startten plechtig in 1853 zonder dat de publieke opinie kennis had van het militair belang ervan. Officieel ging het om een dubbele tunnelverbinding waarbij trams in de twee richtingen zouden rijden. Voetgangers zouden een klein gangpad hebben aan de beide zijden. Gasverlichting was te voorzien aan het plafond, en dit over de honderden meters tunnel. De werken startten aan de westzijde, dus aan de kazernezijde, onder leiding van stadsarchitect Errico Alvino.
De tunnel maakte connectie met een oud Grieks-Romeins aquaduct dat door de berg liep, alsook met een 15e-eeuwse galerij, genoemd de Cave Carafa. De Carafa-kelders waren ondergronds uitgehouwen ruimtes die gediend hadden als schuilplaats voor de bevolking van Napels in oorlogsomstandigheden.
In 1859 sloeg de koninklijke familie op de vlucht voor de oprukkende Roodhemden van Garibaldi. Garibaldi’s intocht in Napels maakte een einde aan het Bourbon-regime en aan de graafwerken. De opening aan de oostzijde was verre van klaar en vanaf de Cave Carafa naar het oosten was enkel een stuk voetgangerstunnel klaar.
Na de annexatie van het Koninkrijk der Beide Siciliën door het Koninkrijk Italië verdween de interesse in de onderaardse verbinding.
Tijdens de Tweede Wereldoorlog konden duizenden Napolitanen tegelijkertijd bescherming vinden in de Galleria Borbonica. Een fascistisch monument ter nagedachtenis van Aurelio Padovani (1889-1926) moest niemand nog hebben; het werd opgeslagen in de galerij.
Nadien gebruikte de gerechtelijke politie van Napels de Galleria Borbonica als opslagruimte voor voertuigen. Talrijke aangeslagen Vespa’s en auto’s werden in de galerij gereden (tot 1970). Het is een toeristische attractie geworden, voertuigen incluis.